# Everybody's Somebody's Fool

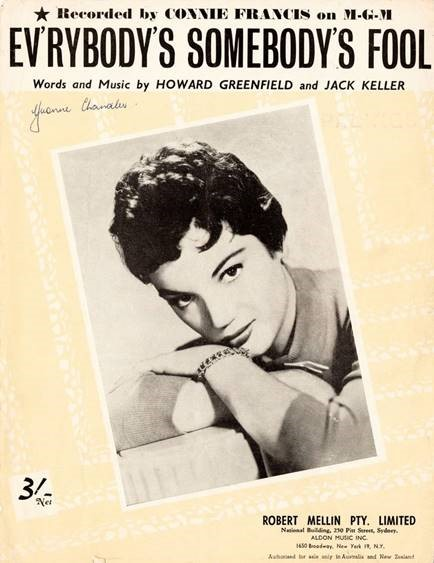
Copertina del brano

Everybody's Somebody's Fool è un brano musicale scritto da Jack Keller e Howard Greenfield e pubblicato da Connie Francis nel 1960.
La canzone è stata anche registrata in lingua tedesca con il titolo Die Liebe ist ein seltsames Spiel.

## Tracce
- Side A

1. Everybody's Somebody's Fool

- Side B

1. Jealous of You (Tango della Gelosia)